# 덱스트로암페타민
덱스트로암페타민(영어: dextroamphetamine)은 중추신경계 각성제이자 암페타민의 거울상 이성질체 로 주의력 결핍 과잉 행동 장애(ADHD) 및 기면증 치료에 처방된다. 또한 덱스트로암페타민은 운동 능력과 인지 강화제로도 사용되며 기분 전환을 위해 최음제와 도취제로도 사용된다.

## 같이 보기
- 거울상 이성질체
- 암페타민

## 주해
1. ↑  거울상 이성질체는 서로에 대해 거울상인 분자이다. 거울상 이성질체는 구조적으로 동일하지만 방향이 반대이다.